# حسین‌آباد (جرقویه)
حسین‌آباد (جرقویه)، روستایی از توابع بخش مرکزی شهرستان جرقویه در استان اصفهان ایران است.

## جمعیت
این روستا در دهستان جرقویه وسطی قرار دارد و براساس سرشماری مرکز آمار ایران در سال ۱۳۸۵، جمعیت آن ۹۲۹ نفر (۲۴۹خانوار) بوده‌است.